# Gerd Wimmer
Gerd Wimmer (Laa an der Thaya, 9 gennaio 1977) è un ex calciatore austriaco, di ruolo centrocampista.

## Palmarès

### Club

#### Competizioni nazionali
- Coppa d'Austria: 1

Austria Vienna: 2006-2007